# Heinz Ihlert
Emil Heinrich „Heinz“ Ihlert (* 27. Oktober 1893 in Aue (Sachsen); † 2. Mai 1945 in Berlin) war ein deutscher nationalsozialistischer Kultur- und Kommunalpolitiker.

## Leben und Wirken
Ihlert stammte aus dem sächsischen Erzgebirge und schlug eine musikalische Ausbildung bis hin zum Kapellmeister ein. Er wurde außerdem Rathsherr in Berlin, zum 1. Oktober 1927 trat er der NSDAP bei (Mitgliedsnummer 68.128), war Kulturwart der NSDAP und ab 1933 Geschäftsführer sowie Mitglied des Präsidialrates der Reichsmusikkammer. In dieser Funktion erfolgte im November 1935 durch Joseph Goebbels seine Ernennung zum Mitglied des Reichskultursenats. Im gleichen Jahr gab er eine Selbstdarstellung der Reichsmusikkammer in Berlin heraus. Für die Olympischen Sommerspiele in Berlin 1936 schuf er einige Kompositionen.

## Werke
- Was ist Lebensrhythmus, Ebbe und Flut im Blut? Berlin, o. J. [1931].
- Die Reichsmusikkammer. Ziele, Leistungen und Organisation (Schriften der Deutschen Hochschule für Politik, 2; Der organisatorische Aufbau des Dritten Reiches, 7). Berlin 1935.
- Musik im Aufbruch. Berlin 1938.